# IC 3034
IC 3034 је спирална галаксија у сазвјежђу Береникина коса која се налази на листи објеката дубоког неба у Индекс каталогу.
Деклинација објекта је + 14° 12' 5" а ректасцензија 12h 11m 47,7s. Привидна величина (магнитуда) објекта IC 3034 износи 15,2 а фотографска магнитуда 16,0.